# HD 168357
HD 168357，又名CD-3712457，SAO 210017、HR 6856，是一颗恒星，视星等为6.45，位于銀經356.07，銀緯-10.59，其B1900.0坐标为赤經18h 14m 5.5s，赤緯-37° -10.59′ 48″。